# Bert Kik
Bert Kik (Rotterdam, 1939) is een Nederlands voetballer die tussen 1960 en 1970 reservekeeper was bij Feyenoord. In die tijd was Eddy Pieters Graafland de vaste keeper van Feyenoord. Zoals Kik zelf zegt, heeft hij nog altijd de splinters van de bank in zijn achterwerk zitten.
Kik heeft zijn loopbaan door zijn schouders moeten beëindigen, die gingen geregeld uit de kom. Later is hij wel nog jaren actief geweest in het bestuur van Sportclub Feyenoord.